# Уэлден
Уэлден (англ. Wealden) — неметрополитенский район (англ. non-metropolitan district) в графстве Восточный Суссекс (Англия). Административный центр — город Хейлшем.

## География
Район расположен в центральной части графства Восточный Суссекс, на юге выходит на побережье Ла-Манша, окружая город Истборн. На севере граничит с графствами Кент и Западный Суссекс.

## История
Район был образован 1 апреля 1974 года в результате объединения сельских районов (англ. Rural District) Акфилд и Хейлшем.

## Состав
В состав района входят 4 города:
- Акфилд
- Кроуборо
- Полгейт
- Хейлшем

и 38 общин (англ. civil parish).